# 布利德阿穆爾
32°57′5″N 5°58′50″E / 32.95139°N 5.98056°E

布利德阿穆爾（阿拉伯语：‎），是阿爾及利亞的城鎮，位於該國東部瓦爾格拉省，由泰馬辛區負責管轄，面積6,589平方公里，海拔高度92米，2008年人口14,540，人口密度每平方公里2人。